# Suillia gorodkovi
Suillia gorodkovi är en tvåvingeart som beskrevs av Okadome 1968. Suillia gorodkovi ingår i släktet Suillia och familjen myllflugor. Inga underarter finns listade i Catalogue of Life.